# How to Be a Girl
How to Be a Girl – ósmy singel Namie Amuro. Został wydany 21 maja 1997 przez wytwórnię avex trax. Podczas jedenastu tygodni trwania rankingu Oricon sprzedano 772 130 kopii. Płyta znalazła się na 23. miejscu najlepiej sprzedających się singli w 1997 w Japonii.

## Lista utworów
1. How to be a Girl (Straight Run)
2. How to be a Girl (Adult Education Mix)
3. How to be a Girl (wersja instrumentalna)

## Wystąpienia na żywo
- 16 maja 1997 – Music Station
- 24 maja 1997 – PopJam
- 24 maja 1997 – CDTV
- 30 maja 1997 – Music Station
- 31 maja 1997 – PopJam
- 9 czerwca 1997 – Hey! Hey! Hey!
- 24 czerwca 1997 – Utaban

## Produkcja
Producentem i autorem tekstu piosenki jest Tetsuya Komuro.

## Oricon
| Diagram                                                    | Pozycja |
| ---------------------------------------------------------- | ------- |
| Dzienny diagram Oricon (w pierwszym dniu sprzedaży)        | #1      |
| Tygodniowy diagram Oricon (w pierwszym tygodniu sprzedaży) | #1      |
| Miesięczny diagram Oricon (w pierwszym miesiącu sprzedaży) | #1      |
| Roczny diagram Oricon                                      | #23     |